# Yahiro Kazama
Yahiro Kazama (風間 八宏, Kazama Yahiro, Shizuoka, 16 de outubro de 1961) é um treinador e ex-futebolista japonês que atuava como meio campo.

## Biografia
Kazama jogou para vários clubes na Alemanha, incluindo BVL 08 Remscheid e Eintracht Braunschweig.
Em 23 de abril de 2012, a Kawasaki Frontale anuncia a nomeação de seu novo gerente, Kazama. O ex-jogador da Sanfrecce Hiroshima e da seleção nacional começa seu primeiro período de formação profissional duas semanas após a saída do ex-chefe Naoki Soma por resultados ruins.

Ele tem dois filhos que são futebolistas profissionais. Seu filho mais velho Koki Kazama[carece de fontes?] está atualmente jogando em Giravanz Kitakyushu, e seu segundo filho Koya Kazama está jogando em Oita Trinita.